# Răscoala de Sfântul Ilie-Schimbarea la Față

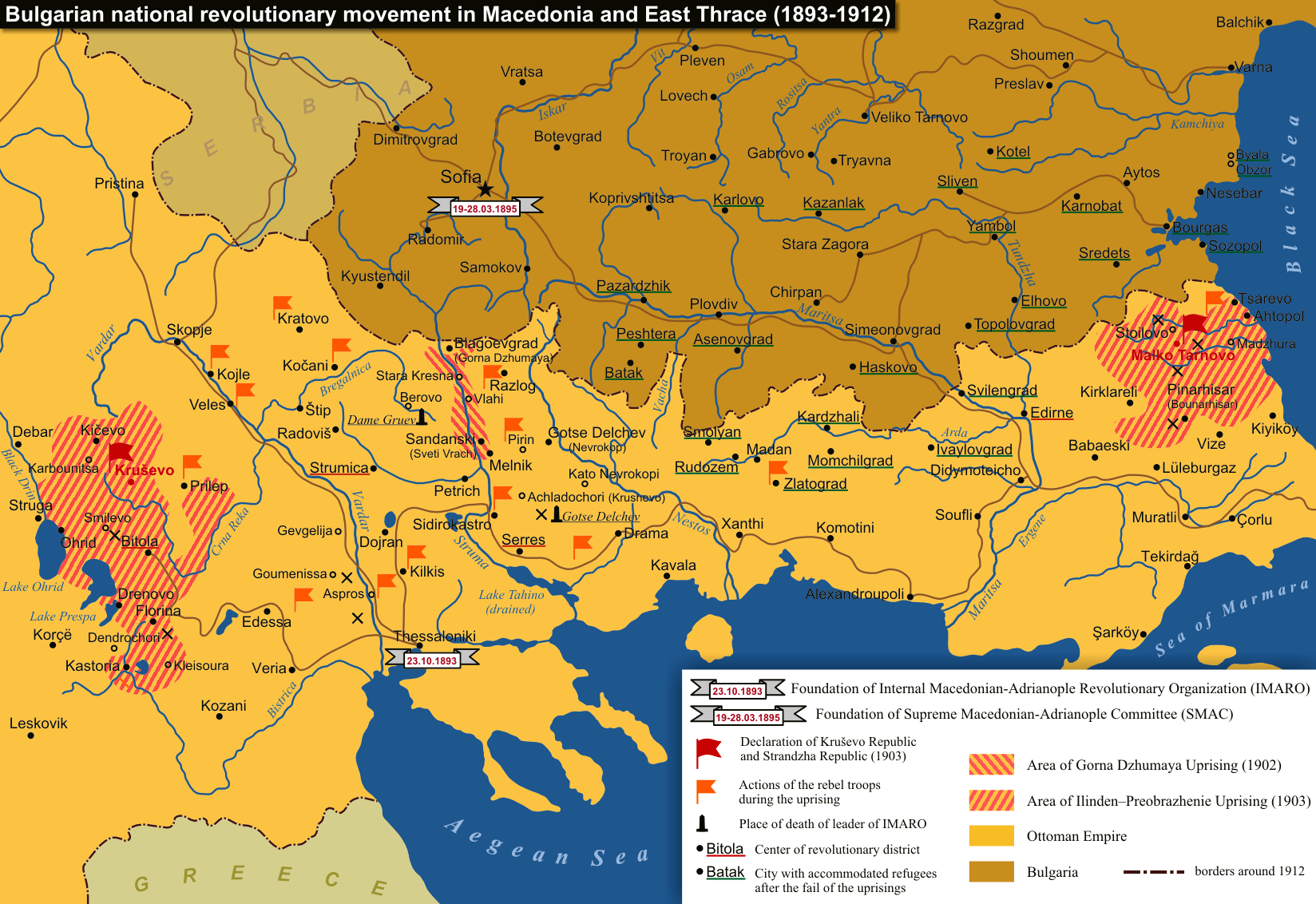
Hartă a revoltei din regiunile Macedonia și Tracia.

Răscoala de Sfântul Ilie-Schimbarea la Față, sau pur și simplu Răscoala de Sfântul Ilie din august-octombrie 1903, sau după denumirile bulgărești ale sărbătorilor, Răscoala de Ilinden-Preobrajenie sau Răscoala de Ilinden (în bulgară Илинденско-Преображенско въстание, transliterat: Ilindensko-Preobrajensko văstanie; în macedoneană Илинденско востание, transliterat: Ilindensko vostanie; în greacă Εξέγερση του Ίλιντεν, transliterat: Exegersi tou Ilinten), a fost o revoltă organizată împotriva Imperiului Otoman, care a fost pregătită și realizată de Organizația Revoluționară Internă Macedoneană-Adrianopol, cu sprijinul Comitetului Suprem Macedonean-Adrianopol. Numele revoltei provine de la cele două sărbători din calendarul creștin care au marcat perioada din an în care a avut ea loc: Sfântul Ilie (Ilinden) și Schimbarea la Față (Preobrajenie). Revolta a durat de la începutul lunii august până la sfârșitul lunii octombrie și a acoperit un teritoriu vast de la coasta de est a Peninsulei Balcanice la Marea Neagră până la malul lacului Ohrid.
Rebeliunea din regiunea Macedonia a afectat cea mai mare parte a părților centrale și sud-vestice ale vilayetului Monastir, primind sprijinul în principal al țăranilor bulgari locali, și într-o anumită măsură a populației aromâne din regiune. Guvernul provizoriu a fost stabilit în orașul Kruševo, unde insurgenții au proclamat Republica Kruševo, care a fost cucerită după doar zece zile, pe 12 august. La 19 august, o revoltă strâns legată organizată de țăranii bulgari în vilayetul Adrianopol a dus la eliberarea unei suprafețe mari în Munții Strandja și la crearea unui guvern provizoriu în Vassiliko, Republica Strandja. Aceasta a rezistat aproximativ douăzeci de zile înainte de a fi înăbușită de către turci. Insurecția a cuprins, de asemenea, vilayetele Kosovo și Salonic.
Până la începerea rebeliunii, mulți dintre cei mai promițători lideri ai săi, inclusiv Ivan Garvanov și Goțe Delcev, fuseseră deja arestați sau uciși de otomani, iar efortul a fost anulat în câteva luni.Supraviețuitorii au reușit să mențină o campanie de gherilă împotriva turcilor pentru următorii câțiva ani, dar efectul său mai mare a fost că a convins puterile europene să încerce să-l convingă pe sultanul otoman că trebuie să aibă o atitudine mai conciliantă față de supușii săi creștini din Europa.